# Day Eleven: Love
Day Eleven: Love è un singolo del gruppo musicale olandese Ayreon, pubblicato il 19 aprile 2004 come primo estratto dal sesto album in studio The Human Equation.

## La canzone
Parte integrante del concept narrato in The Human Equation, il testo narra dell'undicesimo giorno di coma del protagonista, Me, il quale ricorda, grazie alle proprie emozioni, il primo incontro con Wife.

## Tracce
1. Day Eleven - Love (Radio Edit) – 3:37 (Arjen Lucassen)
2. Day Two - Isolation (Album Track) – 8:43 (Arjen Lucassen)
3. No Quarter (Non Album Track) – 3:38 (John Paul Jones, Jimmy Page, Robert Plant) – originariamente interpretata dai Led Zeppelin
4. Space Oddity (Non Album Track) – 4:56 (David Bowie) – originariamente interpretata da David Bowie

## Formazione
- James LaBrie – voce di Me
- Heather Findlay – voce di Love
- Irene Jansen – voce di Passion
- Magnus Ekwall – voce di Pride
- Devon Graves – voce di Agony
- Mikael Åkerfeldt – voce di Fear
- Marcela Bovio – voce di Wife
- Arjen Lucassen – chitarra elettrica e acustica, basso, mandolino, lap steel guitar, tastiera, sintetizzatore, organo Hammond
- Ed Warby – batteria
- Robert Baba – violino
- Marieke van den Broek – violoncello

## Classifiche
| Classifica (2006) | Posizione massima |
| ----------------- | ----------------- |
| Paesi Bassi       | 39                |